# شامي كابور
شامي كابور (21 أكتوبر 1931 - 14 أغسطس 2011) ممثل هندي شهير من مواليد 21 أكتوبر 1931 هو الأخ الأصغر لراج كابور والأكبر لشاشي كابور. دخل بوليوود سنة 1953 جوفان جيوتي وكان آخر أفلامه سنة 2006 سوندويتش.
توفي يوم الأحد الموافق (14 رمضان 1432 هـ - 14 أغسطس 2011) من قصورٍ في وظيفة الكلى حيث كان يخضع لغسل الكلى منذ ست أو سبع سنوات، إلا أنه أصيب بمضاعفات في الفترة الأخيرة.

## روابط خارجية
- شامي كابور على موقع IMDb (الإنجليزية)
- شامي كابور على موقع ألو سيني (الفرنسية)
- شامي كابور على موقع ميوزك برينز (الإنجليزية)
- شامي كابور على موقع أول موفي (الإنجليزية)
- شامي كابور على موقع قاعدة بيانات الفيلم (الإنجليزية)
- شامي كابور على موقع كينوبويسك (الروسية)